# Jakub Litwin
Jakub Litwin (ur. 24 października 1920 w Łodzi, zm. 4 sierpnia 1984) – polski historyk ruchu robotniczego, filozof. 

## Życiorys
Syn Hersza i Szpryncy z domu Zazula. W czasie wojny przebywał w getcie łódzkim oraz w obozach koncentracyjnych, m.in. w Groß-Rosen. Absolwent socjologii UŁ (1949). Od 1950-1953 w Instytucie Kształcenia Kadr Naukowych, zastępca kierownika Katedry Materializmu Dialektycznego i Historycznego. Doktorat w 1951 na UW pod kierunkiem Tadeusza Kotarbińskiego. Następnie pracownik UŁ oraz UW i PAN. Habilitacja w 1961. Profesor nadzwyczajny 1977. Od 1945 członek PPR/PZPR. Został pochowany na cmentarzu Północnym w Warszawie.
Ojciec amerykańskiego fizyka teoretycznego – Christofa Litwina (1949–2001).